# Troglohyphantes vicinus
Troglohyphantes vicinus är en spindelart som beskrevs av Miller och Polenec 1975. Troglohyphantes vicinus ingår i släktet Troglohyphantes och familjen täckvävarspindlar.
Artens utbredningsområde är Slovenien. Inga underarter finns listade i Catalogue of Life.